# Santa Cruz-øerne
Santa Cruz-øerne er en øgruppe i Stillehavet. De er en del af Temotu-provinsen af Salomonøerne.
De ligger omkring 400 km sydøst for kæden af øer i Salomonøerne. Santa Cruz-øerne ligger lige nord for Vanuatu øhavet, og anses for at være en del af økoregionen Vanuatu regnskovene.
Den største ø hedder Nendo, men kendes også som Santa Cruz Island (505,5 km², højeste punkt 549 m.o.h., befolkningtal 5000). Lata, som ligger på Nendo, er den største by og hovedstad i Temotu-provinsen.
Andre øer i Santa Cruz-øgruppen er Vanikoro (173,2 km², befolkningstal 800, som rent faktisk er to øer, Banie og dens lille naboø Teanu) samt Utupua (69,0 km², højeste punkt 380 m.o.h., befolkningstal 848).
Santa Cruz-øerne er mindre end 5 mio. år gamle, og blev presset op da kontinentaldriften pressede den Australske Plade ind under Stillehavspladen. Øerne består fortrinsvis af kalksten og vulkansk aske oven på limsten. Det højeste punkt på Santa Cruz-øerne er Vanikoro, 924 m.o.h.
Begrebet Santa Cruz-øerne bruges nogle gange som samlebetegnelse for alle øerne i provinsen Temotu.
Det indfødtes sprog tilhører den oceaniske undergruppe af de austronesiske sprog.
Den første europæer på øerne var den spanske opdagelsesrejsende Álvaro de Mendaña de Neira på hans anden stillehavsekspedition i 1595. Mendaña døde i 1596 på øen Nendo, som han havde givet navnet Santa Cruz.
Under 2. verdenskrig blev slaget ved Santa Cruz-øerne udkæmpet nord for øgruppen og nogle flyvebåde var stationeret i Graciosabugten, og et af dem skal være sunket der. Kemiske våben, som var oplagret på Vanikoroøen, blev først fuldstændig fjernet i 1990'erne.